# Nato-rapporteringsnamn
Nato-rapporteringsnamn är icke hemligstämplade kodnamn på olika typer av militärmaterial från Kina, Ryssland och historiskt även Sovjetunionen och länderna i Warszawapakten. Den första bokstaven i namnet är beroende på utrustningens användningsområde. Syftet är att ge ett lätt igenkänt och entydigt namn på utrustning, något som är särskilt viktigt när den ursprungliga beteckningen är okänd eller är lätt att förväxla med något annat namn.
Motsvarande har USA:s försvarsdepartement sina egna beteckningar för robotar: AA- (air-to-air), AS- (air-to-surface), SA- (surface-to-air), SS- (surface-to-surface), −N- (naval), −X- (developmental) och AT- (anti-tank).

## Robotar
- A — Jaktrobotar (till exempel Aphid, AA-8)
- K — Attackrobotar avfyrade från flygplan (till exempel Kent, AS-15)
- G — Luftvärnsrobotar (till exempel Guideline, SA-2)
- S — Markattack-, sjömåls- och pansarvärnsrobotar från (till exempel Satan, SS-18)

## Flygplan
Propellerflygplan (inkl. turboprop) har enstaviga namn, jetflygplan har tvåstaviga namn medan helikoptrar har båda. Nato började att använder systemet år 1955.
- F — Jaktplan och senare även attackflygplan (till exempel Frank och Fishbed)
- B — Bombplan (till exempel Bear och Blinder)
- C — Transportflygplan (till exempel Cock och Cossack)
- H — Helikoptrar (till exempel Hind)
- M — Övriga som skolflygplan, spaningsflygplan, tankflygplan och sjöflygplan (till exempel Mail och Mainstay)

## Ubåtar
Kodnamnen på ubåtar använder sig av ett annat system som bygger på det engelskspråkiga bokstaveringsalfabetet. Till exempel har ubåtar av Plavnik-klassen kodnamnet Mike och ubåtar av Antej-klassen kodnamnet Oscar.
Två klasser bryter det mönstret, vilket skapar en viss förvirring. Den första är Akula-klassen (Projekt 971 Sjtjuka-B) som, enligt brittisk tradition, fick namn efter den första ubåten i klassen, K-284 Akula. Den andra är Typhoon-klassen som på ryska heter Projekt 941 Akula.

## Fartyg
Fartygsklasser har fått namn efter det (förmodat) första fartyget i klassen i de fall namnet har varit känt. I övriga fall har klassen fått ett godtyckligt ryskklingande namn.

## Övrig utrustning
Radarstationer har i vissa fall fått rapporteringsnamn. Dessa namn baseras på deras utseende (till exempel Bas Drum och Knife Rest) eller deras signalegenskaper (till exempel Down Beat och Kite Screech).